# Odds & Sods
| 전문가 평가                       | 전문가 평가    |
| 평가 점수                         | 평가 점수      |
| 출처                              | 점수           |
| --------------------------------- | -------------- |
| AllMusic                          | [ 2 ]          |
| Christgau's Record Guide          | B              |
| The Encyclopedia of Popular Music | [ 4 ]          |
| MusicHound                        | 3.5/5          |
| Pitchfork                         | 10/10          |
| Rolling Stone                     | (satisfactory) |
| The Rolling Stone Album Guide     | [ 8 ]          |
| Tom Hull                          | B              |

《Odds & Sods》는 영국의 록 밴드 더 후의 컴필레이션 음반이다. 1974년 10월 4일, 영국의 트랙 레코드와 미국의 트랙/MCA에 의해 발매되었다. 11곡으로 구성된 오리지널 음반 중 10곡은 이전에 발매되지 않았다. 이 음반은 영국 차트에서 10위, 미국 차트에서 15위에 올랐다.
이 녹음들은 더 후의 베이시스트 존 엔트위슬에 의해 편집되었다. 1974년에 두 곡의 LP가 고려되었지만, 그 당시에는 한 곡의 LP만 발매되었다. 엔트위슬은 "이 음반은 더블 음반일 수도 있었고, 그만큼의 자료가 있었다"라고 말했다. 그것은 아티스트들이 이렇게 공개되지 않은 녹음을 편집한 첫 번째 사례 중 하나였다. 더 후와 다른 많은 아티스트들은 나중에 〈Who's Missing〉과 같은 비슷한 음반을 발매했다.

## 배경
1973년 가을, 로저 돌트리, 피트 타운젠드, 키스 문이 《토미》 영화를 준비하는 동안, 엔트위슬은 더 후의 콘서트에서 발생한 만연한 해적판에 대항하기 위해 음반을 완성하는 일을 맡았다. "만약 존 엔트위슬이 《Who's Zoo》를 본 적이 없었다면, 우리는 《Odds & Sods》의 합법적인 더 후의 발매를 갖지 못했을 것이다"라고 해적판의 커버 아티스트 윌리엄 스타우트가 관찰했다.
엔트위슬은 "우리가 어떤 싱글을 발매했을지, 어떤 음반 트랙을 발매했을지에 대해 더 후 경력의 병렬적인 형태로 정리하려고 노력했다"라고 설명했다. 그와 그의 솔로 음반의 프로듀서인 존 앨콕은 발표되지 않은 다양한 더 후의 테이프에서 《Odds & Sods》를 편집했다.
타운젠드는 1974년에 노래의 질에 대한 솔직한 의견을 포함하는 라이너 노트를 썼다. 이 노트들은 오리지널 LP의 일부 복사본에서 생략되었지만 1998년 리마스터링된 CD에 포함되었다. 후자는 공개되지 않은 두 번째 LP의 소재를 사용했다.

## 발매
2020년 8월 29일, 이 음반은 한정판 컬러 더블 바이닐 LP로 재발매되었다. 첫 번째 디스크는 1974년 발매로 구성되어 있다. 두 번째 곡은 다양한 트랙으로 구성되어 있으며, 그 중 많은 곡은 1998년 확장 CD 재발매에 포함되었고, 일부는 다른 발매에 포함되었으며, 다른 곡은 2020년 발매에서 처음으로 사용할 수 있다.

## 곡 목록
모든 곡들은 특별한 언급이 없는 한 피트 타운젠드에 의해 작사/작곡하였다.
| #  | 제목                     | 작사·작곡   | 재생 시간 |
| -- | ------------------------ | ----------- | --------- |
| 1. | 〈Postcard〉             | 존 엔트위슬 | 3:27      |
| 2. | 〈Now I'm a Farmer〉     |             | 3:59      |
| 3. | 〈Put the Money Down〉   |             | 4:14      |
| 4. | 〈Little Billy〉         |             | 2:15      |
| 5. | 〈Too Much of Anything〉 |             | 4:26      |
| 6. | 〈Glow Girl〉            |             | 2:20      |

| #  | 제목                          | 작사·작곡   | 재생 시간 |
| -- | ----------------------------- | ----------- | --------- |
| 1. | 〈Pure and Easy〉             |             | 5:23      |
| 2. | 〈Faith in Something Bigger〉 |             | 3:03      |
| 3. | 〈I'm the Face〉              | 피터 메이든 | 2:32      |
| 4. | 〈Naked Eye〉                 |             | 5:10      |
| 5. | 〈Long Live Rock〉            |             | 3:54      |

## 인증
| 국가                       | 인증 | 판매량/출하량 |
| -------------------------- | ---- | ------------- |
| 영국 (BPI)                 | 골드 | 100,000^      |
| 미국 (RIAA)                | 골드 | 500,000^      |
| ^출하량을 기반으로 한 인증 |      |               |